# 香港過渡郵票
過渡郵票是香港郵政於2013年10月1日發行的郵票，用途為填補2006年香港通用郵票與郵費修訂後尚未印刷好的2014年郵票之間的過渡期，並於2014年7月停售。 郵票上未有印上其面值，以「本地郵資」及「空郵郵資」代替之。
設計以2003年發行的「心思心意」郵票作藍本。